# Monte Alberta
Il monte Alberta è la quinta montagna più alta della catena delle Montagne Rocciose Canadesi, localizzata nella provincia canadese della Alberta.
La sua cima raggiunge un'altezza di 3.619 metri sul livello del mare. La sua prima scalata venne effettuata da un team giapponese composto da: S. Hashimoto, H. Hatano, T. Hayakawa, Y. Maki, Y.Mita, N. Okabe guidati da Hans Fuhrer, H. Kohler e J. Weber.